# گروه روزن
گروه روزن (انگلیسی: ROSEN Group) شرکت خدمات نفتی سوئیسی است، که در سال ۱۹۷۱ تأسیس شد.